# Dillkartoffeln
Dillkartoffeln sind eine klassische Speisenbeilage. Sie besteht im Wesentlichen aus Kartoffeln und Dill.
Für die Zubereitung gibt es zwei Varianten:
1. Gleichmäßige, kleine Kartoffeln als Salzkartoffeln zubereiten, mit zerlassener Butter überziehen und reichlich mit gehacktem Dill bestreuen. In dieser Zubereitung ähneln sie den Petersilienkartoffeln.
2. Pellkartoffeln in Scheiben schneiden, Béchamelsauce je nach Rezept mit saurer Sahne oder Zitronensaft und etwas in Butter gedünsteten Zwiebeln ergänzen, die Kartoffelscheiben in der Sauce durchkochen, mit reichlich gehacktem Dill bestreut servieren